# 伊索卡
10°08′S 32°38′E / 10.133°S 32.633°E

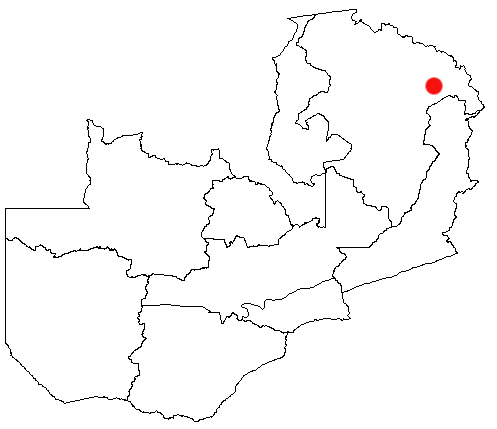

伊索卡（英語：Isoka），是贊比亞的城鎮，位於該國東北部，由穆欽加省負責管轄，是伊索卡縣的首府，處於欽薩利東北面80公里，海拔高度1,321米，2010人口17,628。